# Гута-Нова (Підкарпатське воєводство)
Гута-Нова (пол. Huta Nowa) — село в Польщі, у гміні Гарасюки Ніжанського повіту Підкарпатського воєводства.
Населення — 348 осіб (2011).
У 1975-1998 роках село належало до Тарнобжезького воєводства.

## Демографія
Демографічна структура станом на 31 березня 2011 року:
|          | Загалом | Допрацездатний вік | Працездатний вік | Постпрацездатний вік |
| -------- | ------- | ------------------ | ---------------- | -------------------- |
| Чоловіки | 181     | 48                 | 116              | 17                   |
| Жінки    | 167     | 36                 | 88               | 43                   |
| Разом    | 348     | 84                 | 204              | 60                   |